# Леонченко Михайло Вікторович
Михайло Вікторович Леонченко (21 квітня 1954, село Степок, тепер Стародубського району, Брянської області, Російська Федерація) — радянський державний діяч, секретар парткому виробничого об'єднання «Пермський машинобудівний завод імені Ф. Е. Дзержинського». Член ЦК КПРС у 1990—1991 роках.

## Життєпис
У 1976 році закінчив Брянський інститут транспортного машинобудування.
У 1976—1979 роках — майстер, інженер-конструктор, у 1979—1981 роках — заступник начальника цеху виробничого об'єднання «Пермський машинобудівний завод імені Ф. Е. Дзержинського» міста Перм.
Член КПРС з 1980 року.
У 1981—1987 роках — заступник голови профспілкового комітету, в 1987—1988 роках — начальник цеху виробничого об'єднання «Пермський машинобудівний завод імені Ф. Е. Дзержинського».
У 1988—1991 роках — секретар партійного комітету (парткому) виробничого об'єднання «Пермський машинобудівний завод імені Ф. Е. Дзержинського».
Подальша доля невідома.